# Biserica de lemn din Căzănești, Mehedinți

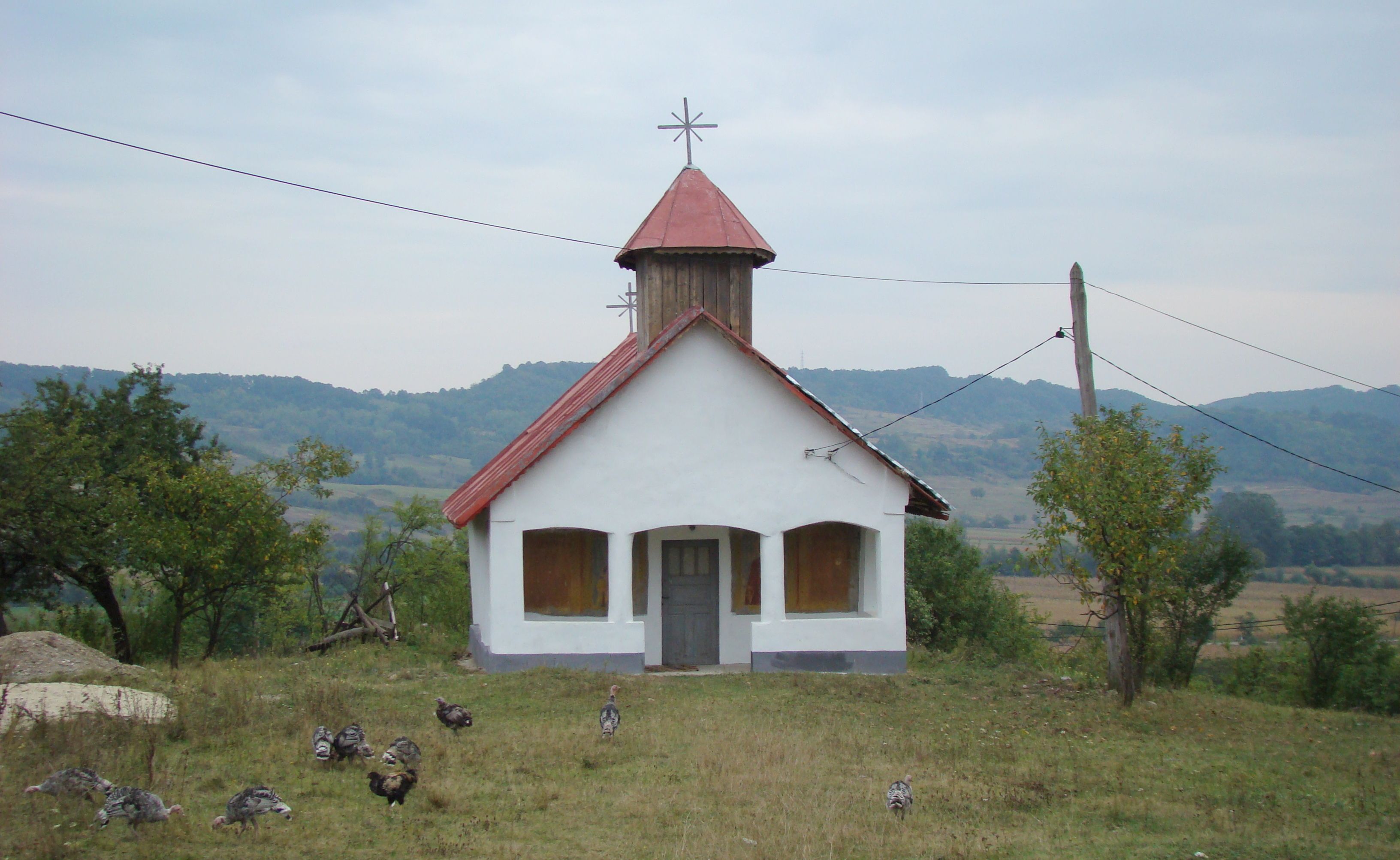
Biserica de lemn „Naşterea Maicii Domnului” din Căzănești, comuna Căzănești, județul Mehedinți, foto: septembrie 2009.

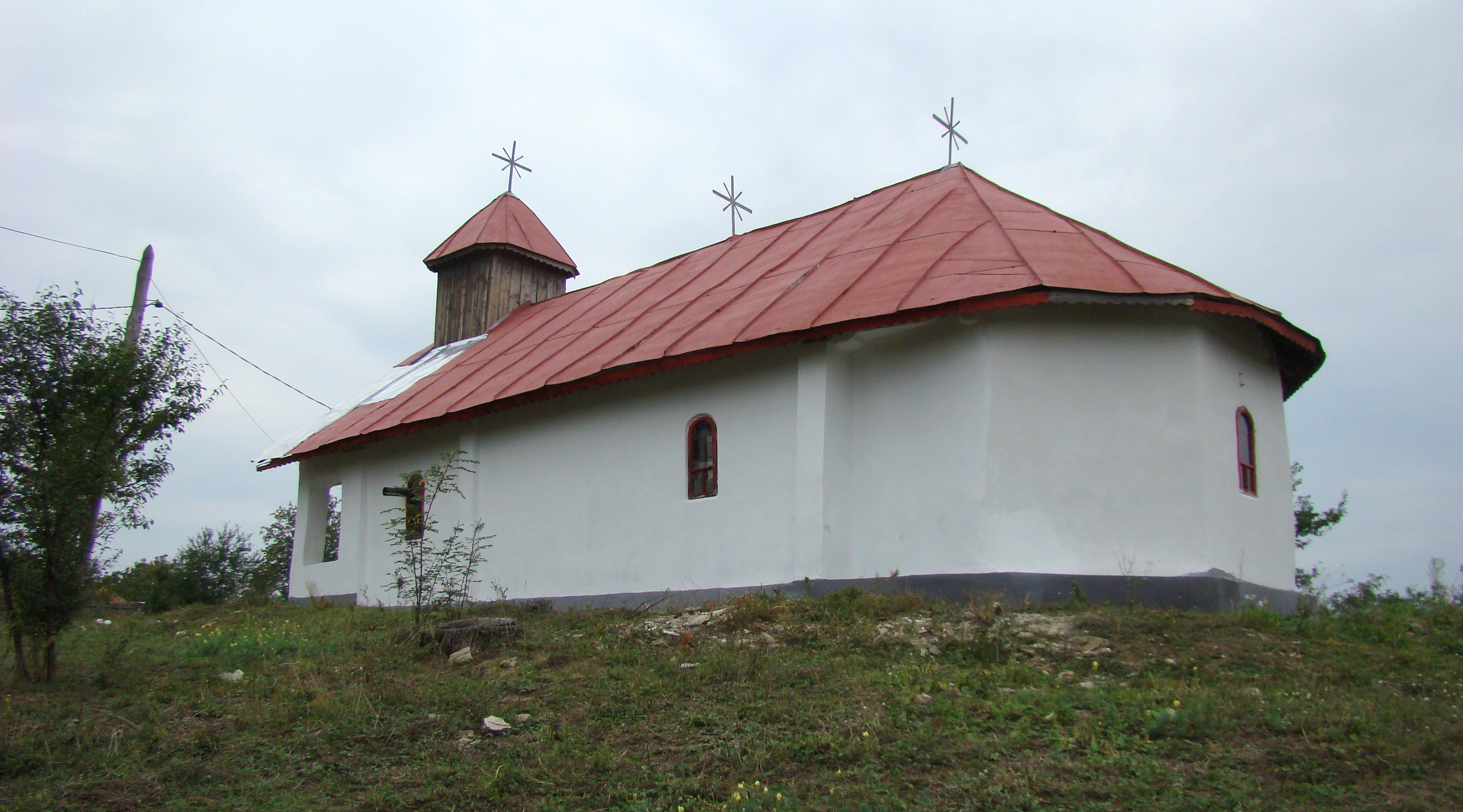
Biserica (sud-est)

Biserica de lemn din Căzănești, comuna Căzănești, județul Mehedinți, a fost construită în jur de 1800, refăcută în 1931. Are hramul „Nașterea Maicii Domnului”. Biserica se află pe noua listă a monumentelor istorice sub codul LMI:  MH-II-m-B-10279.

## Imagini din exterior

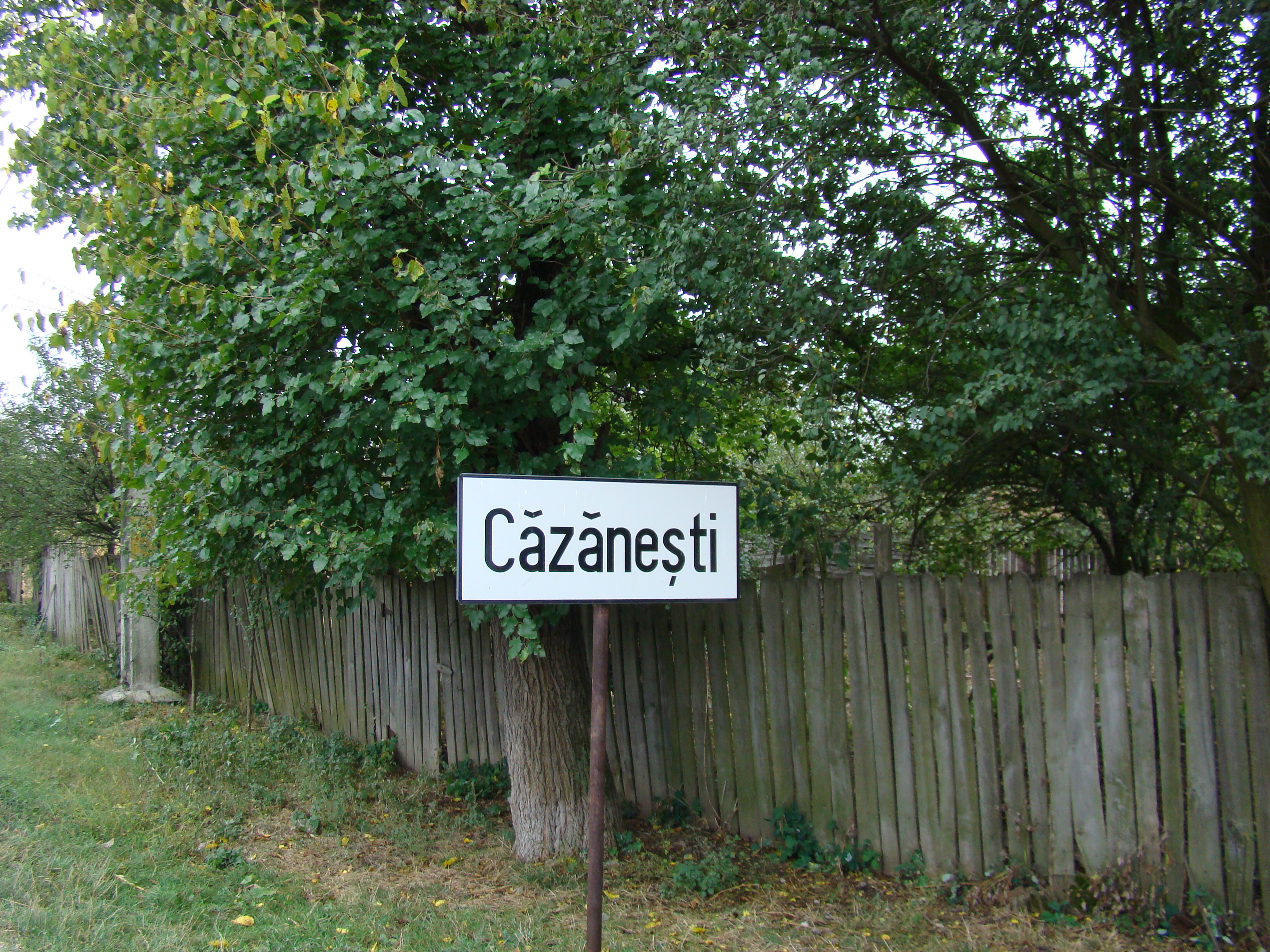
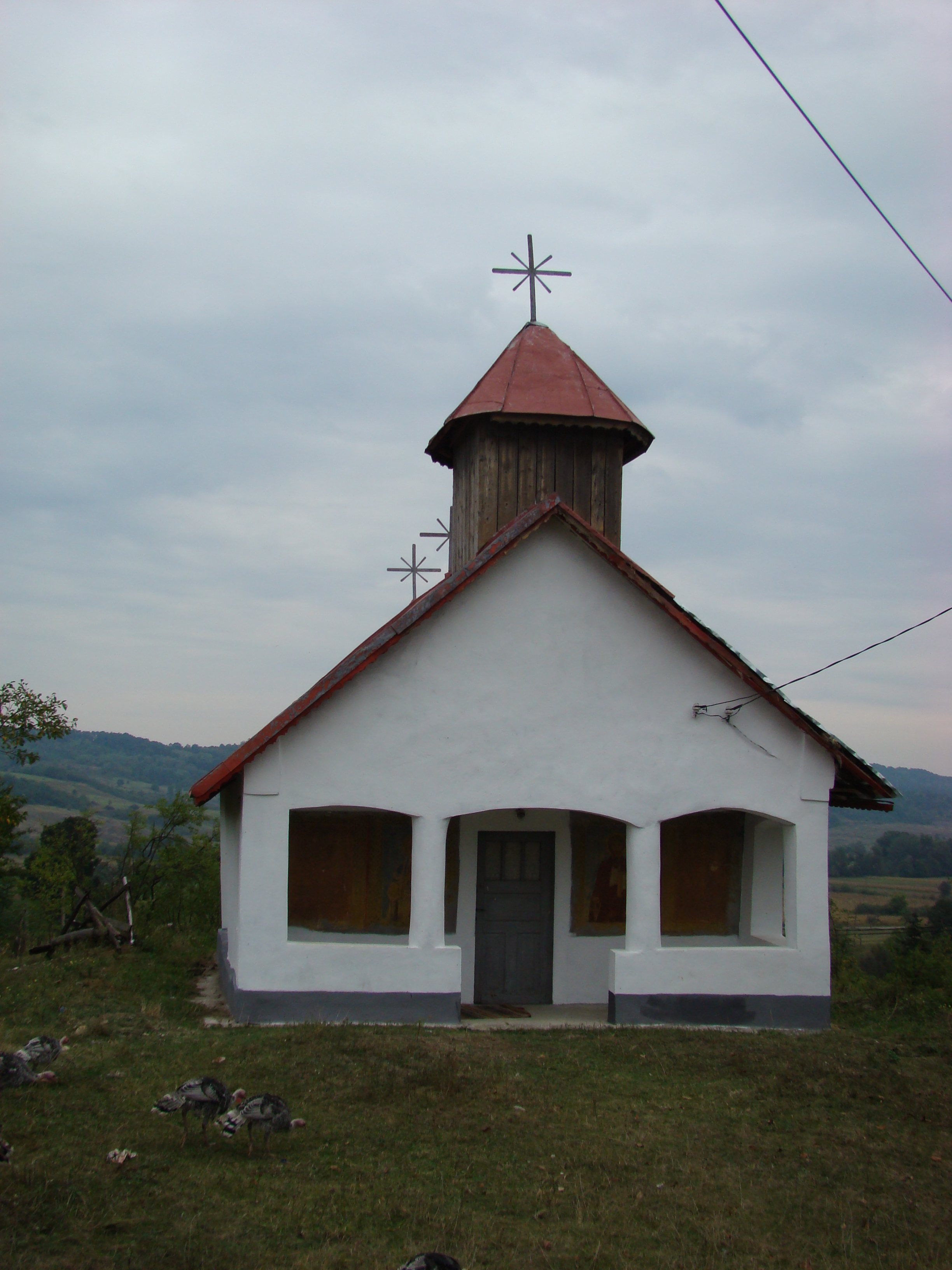
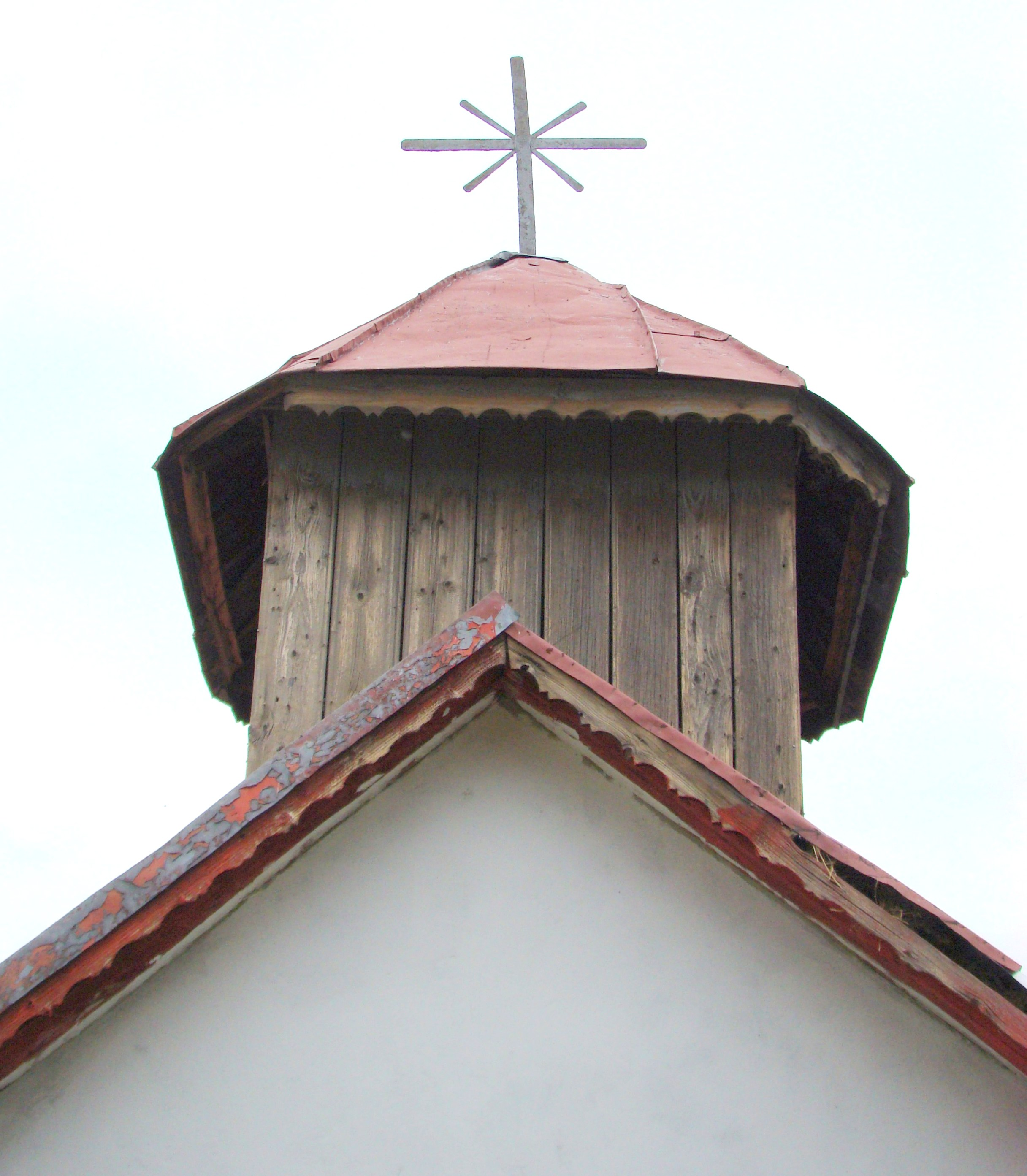
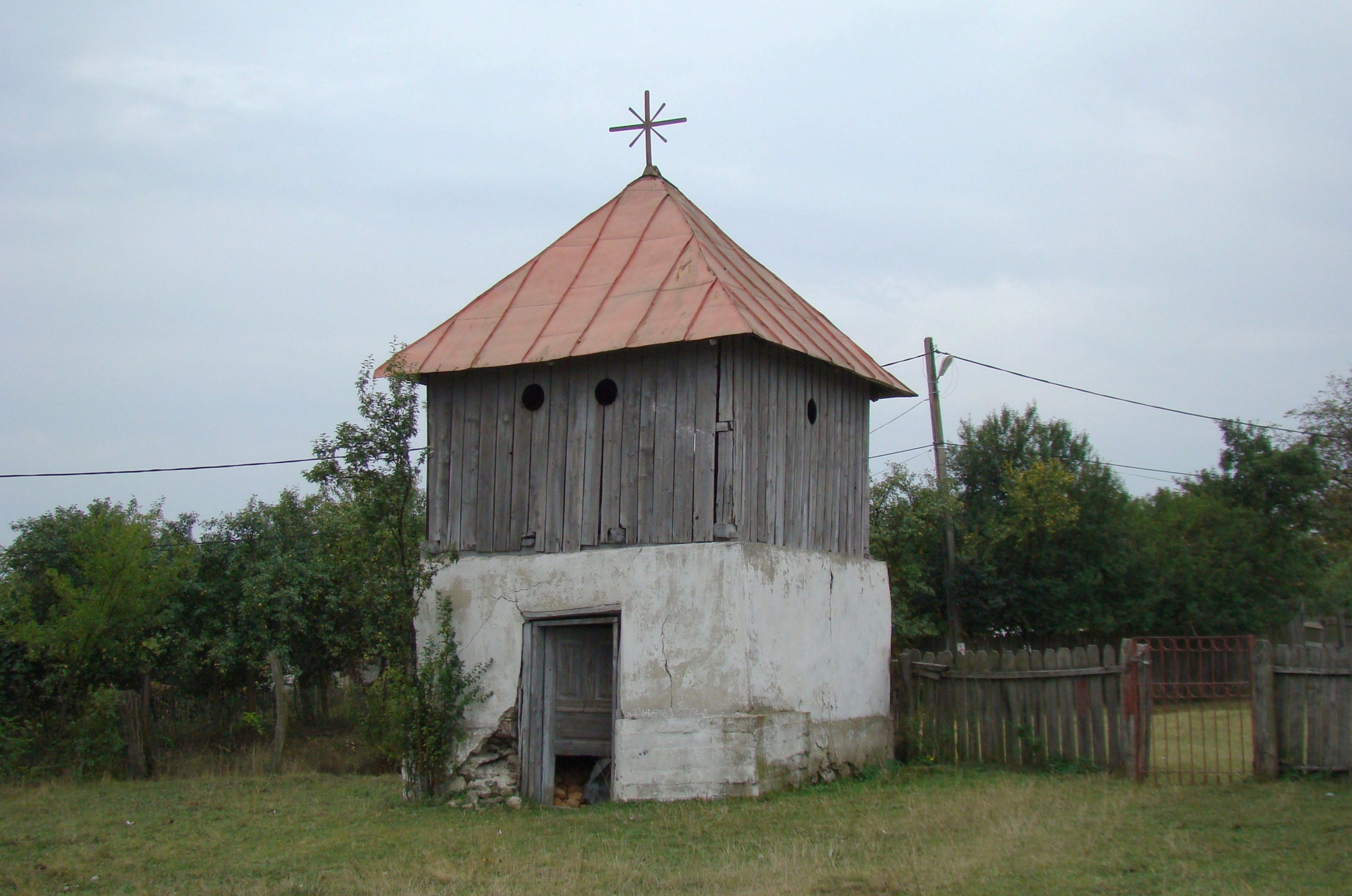
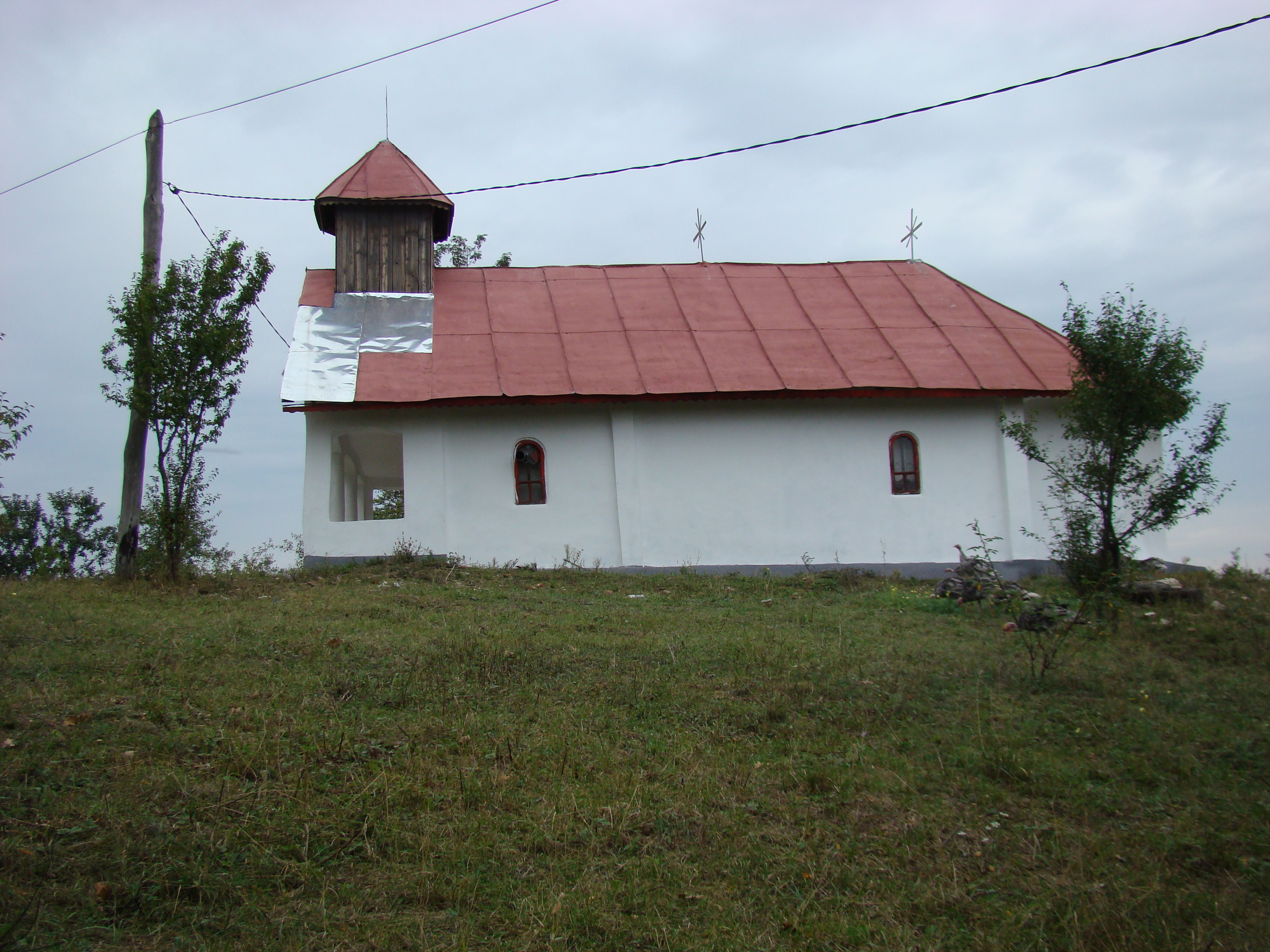
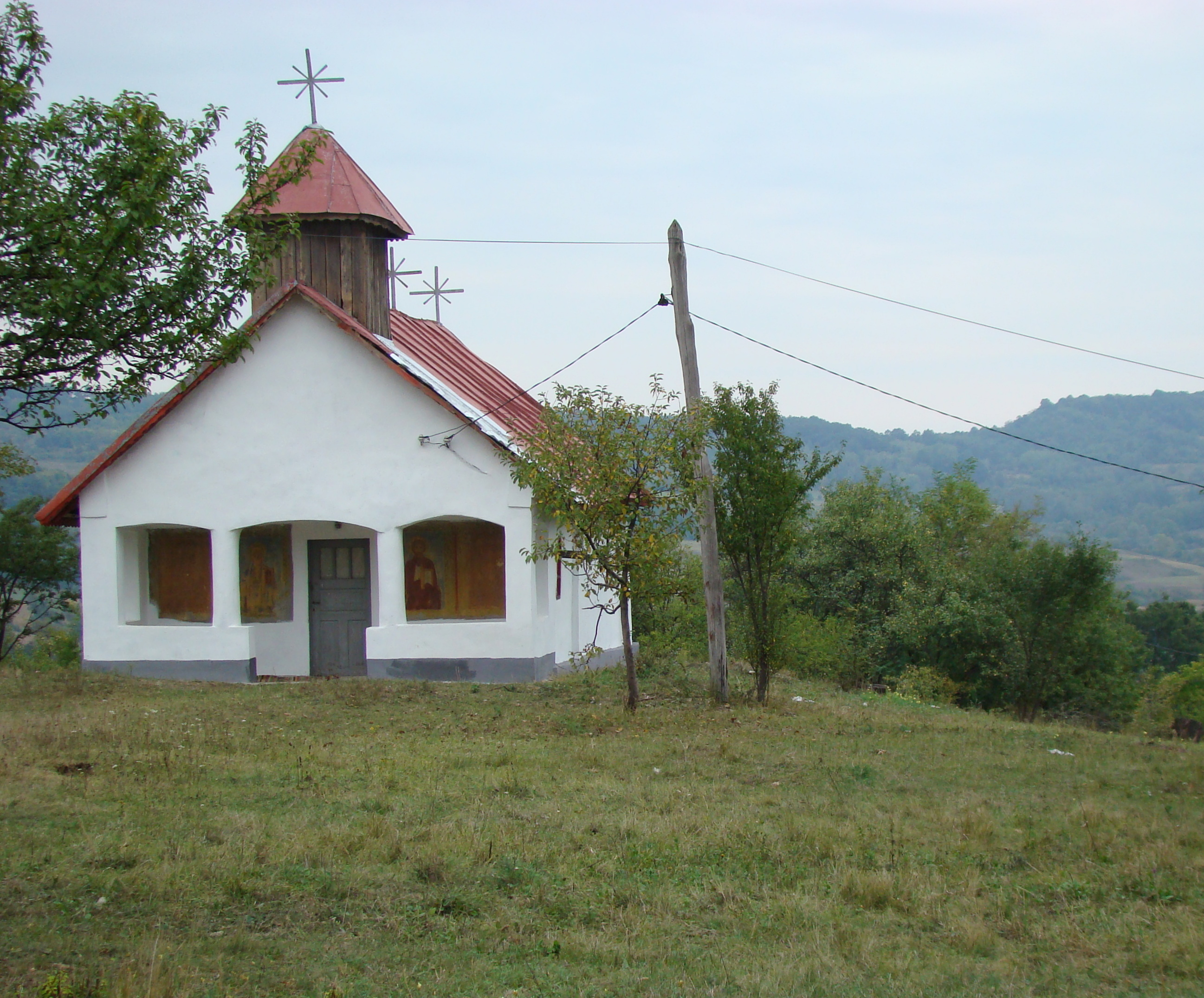
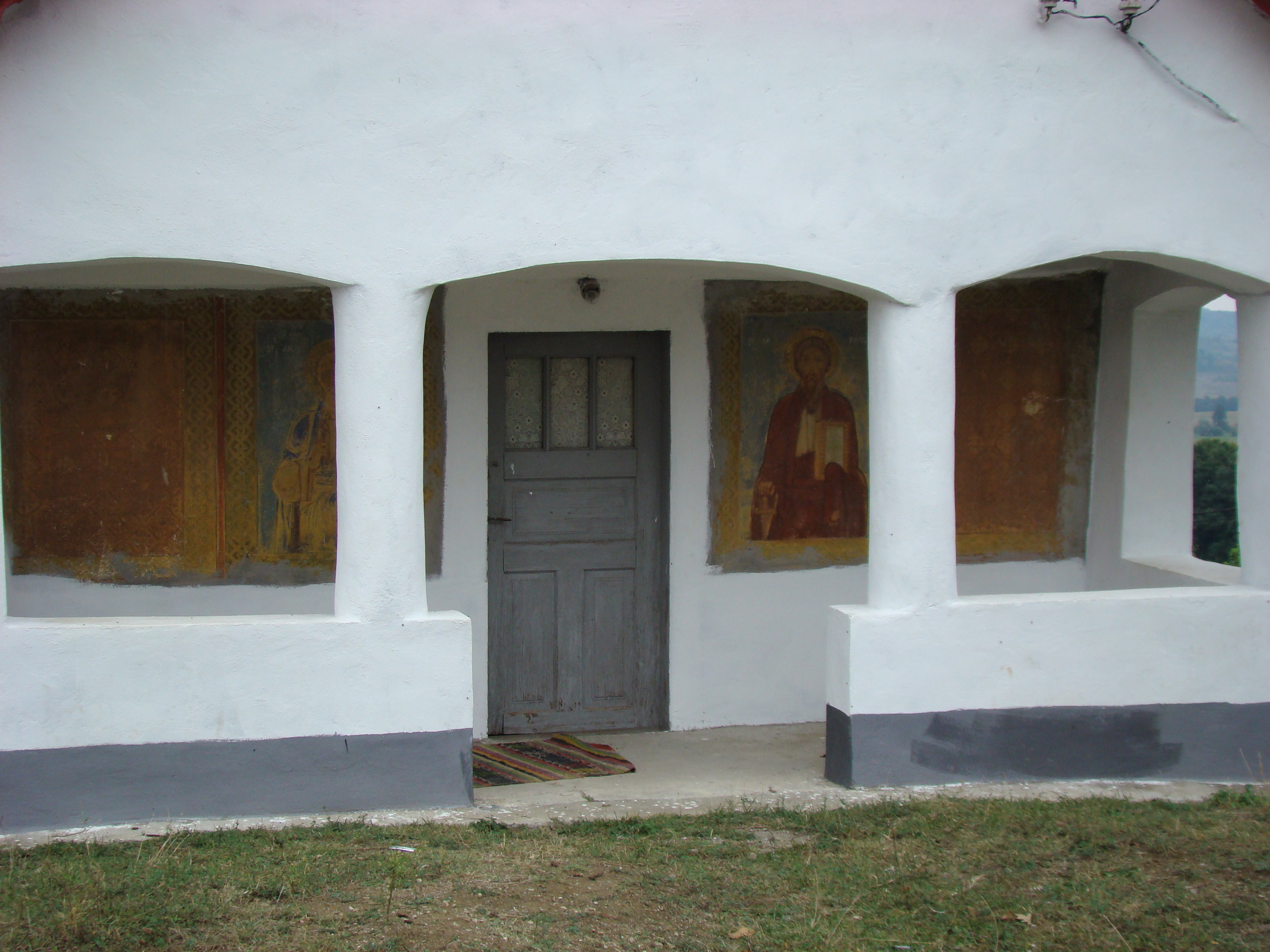
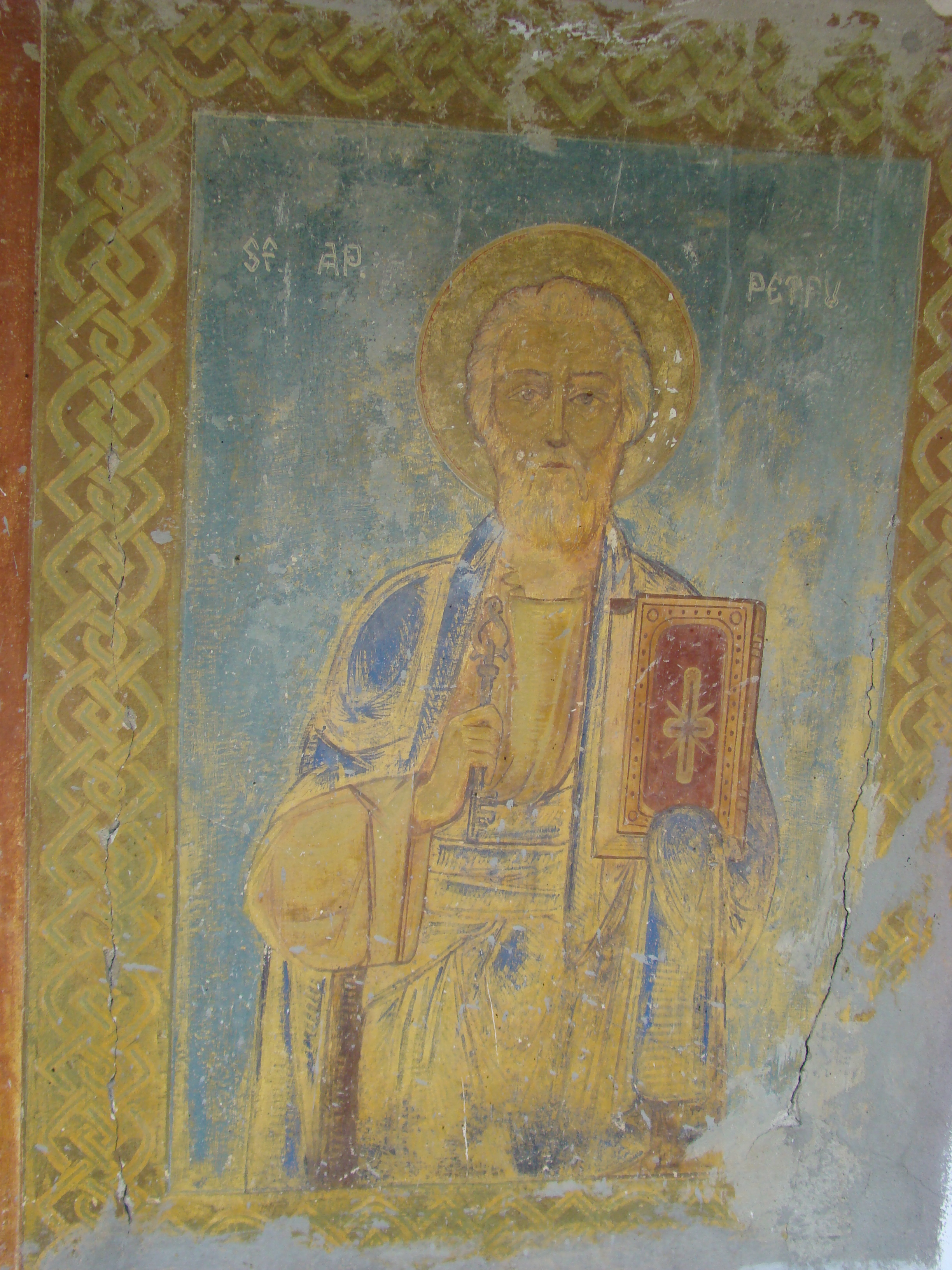
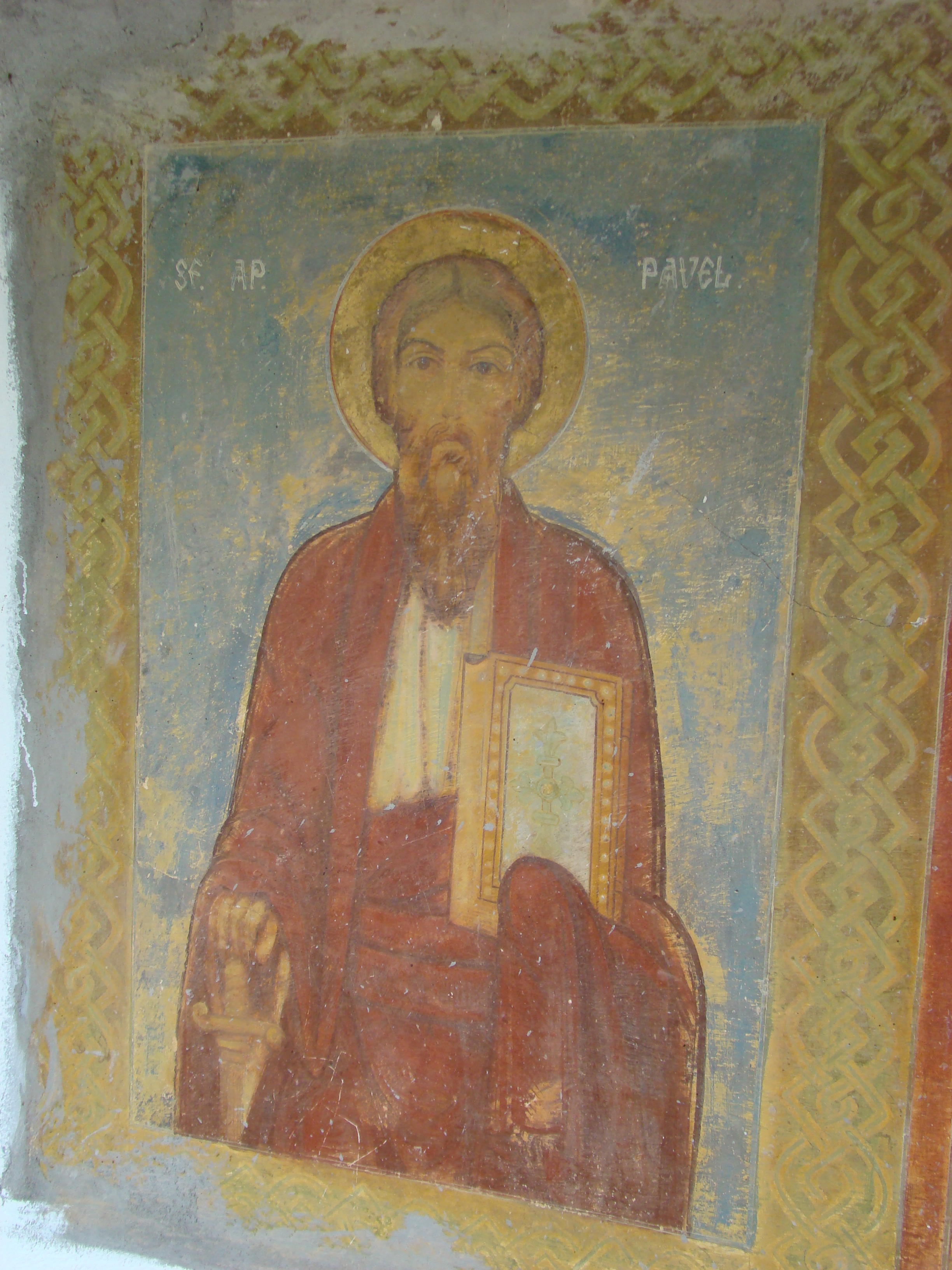
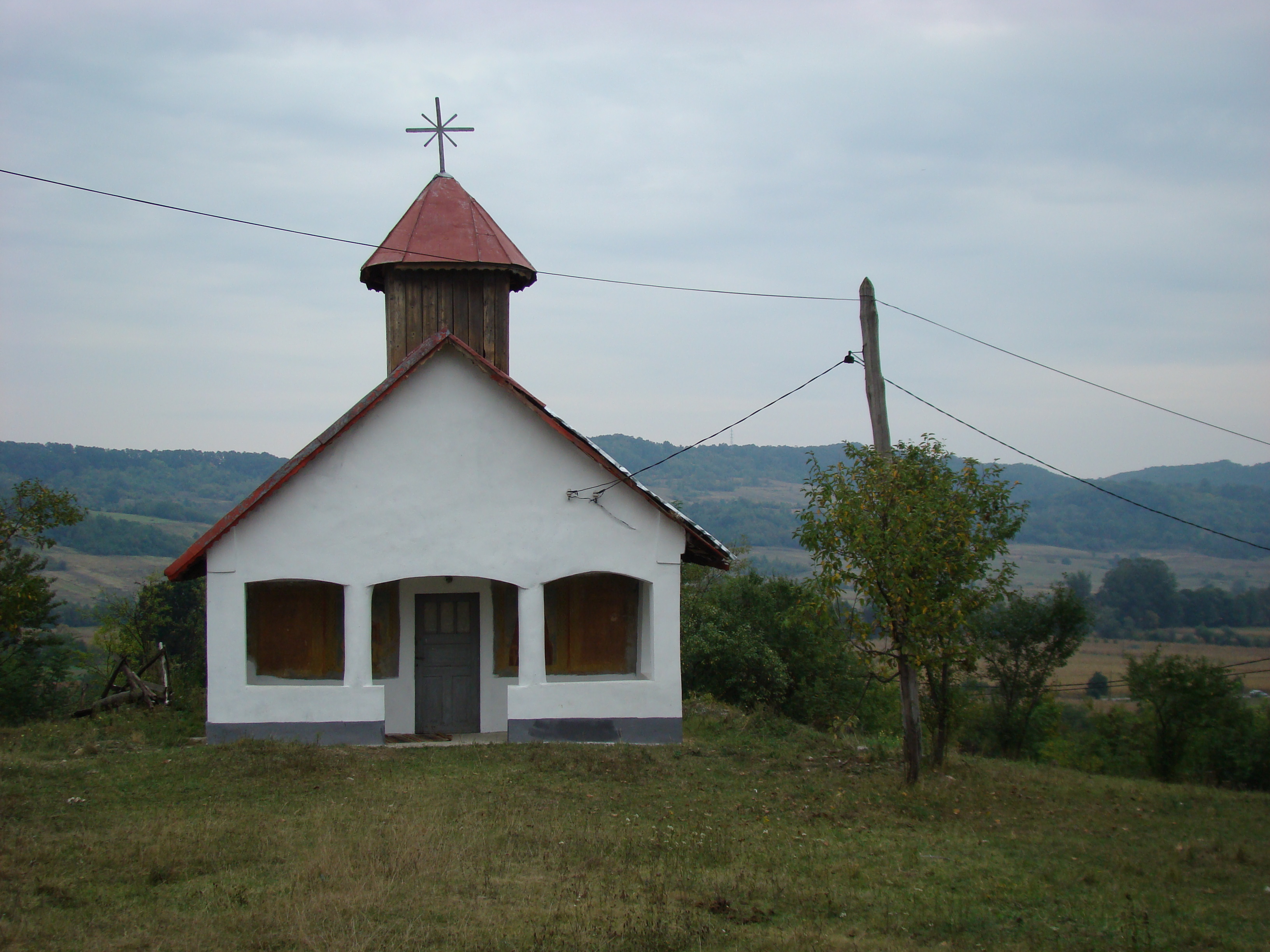
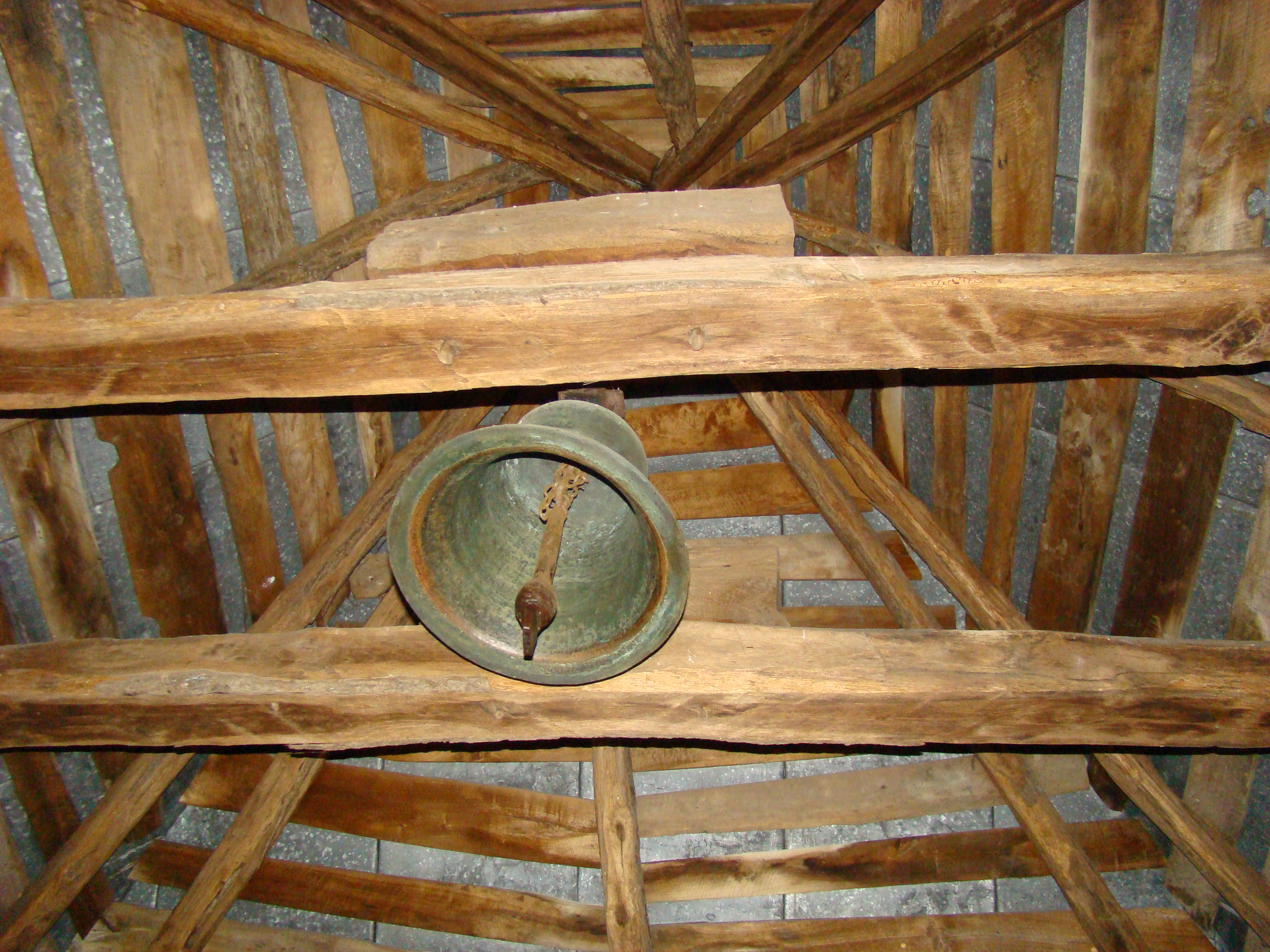
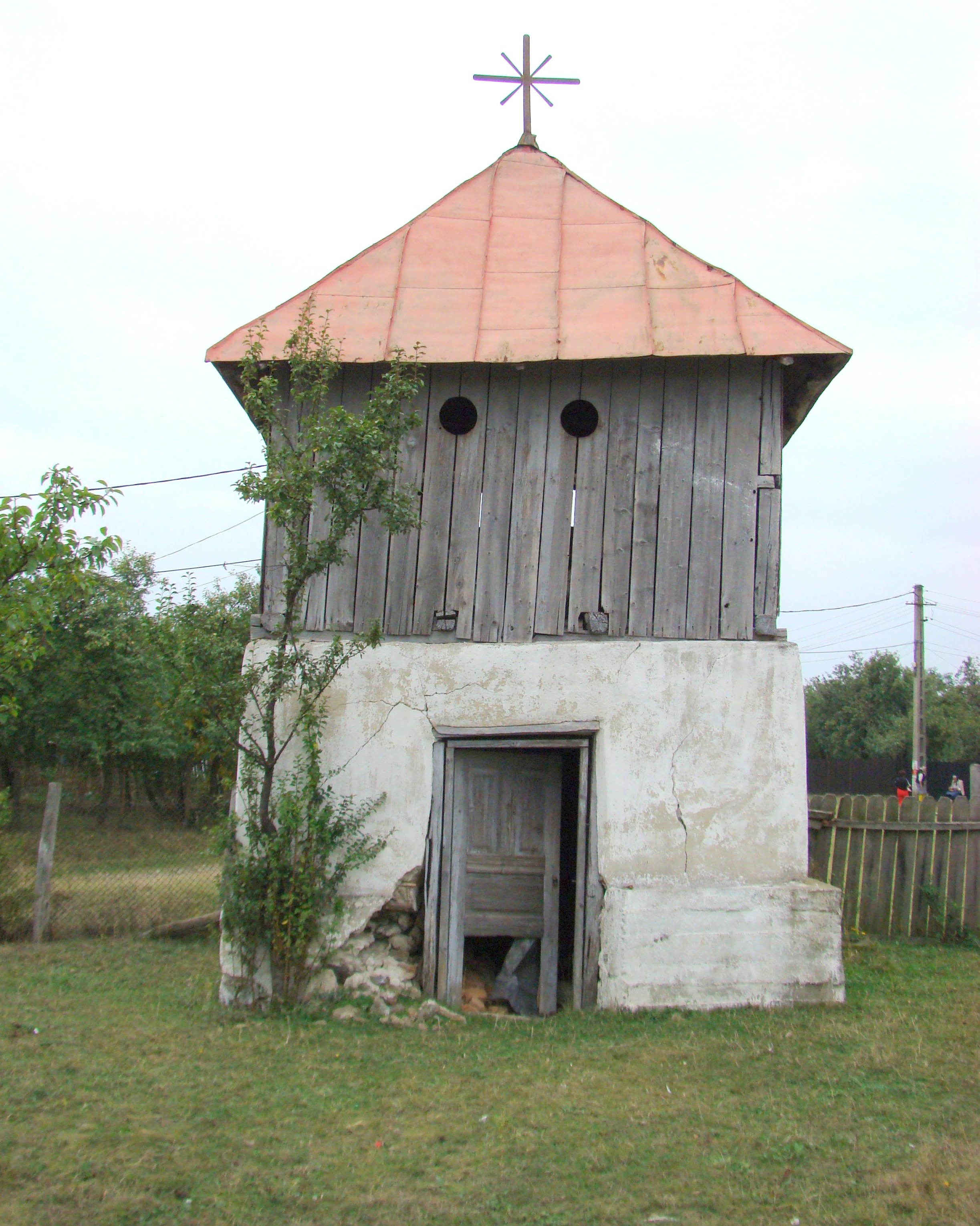
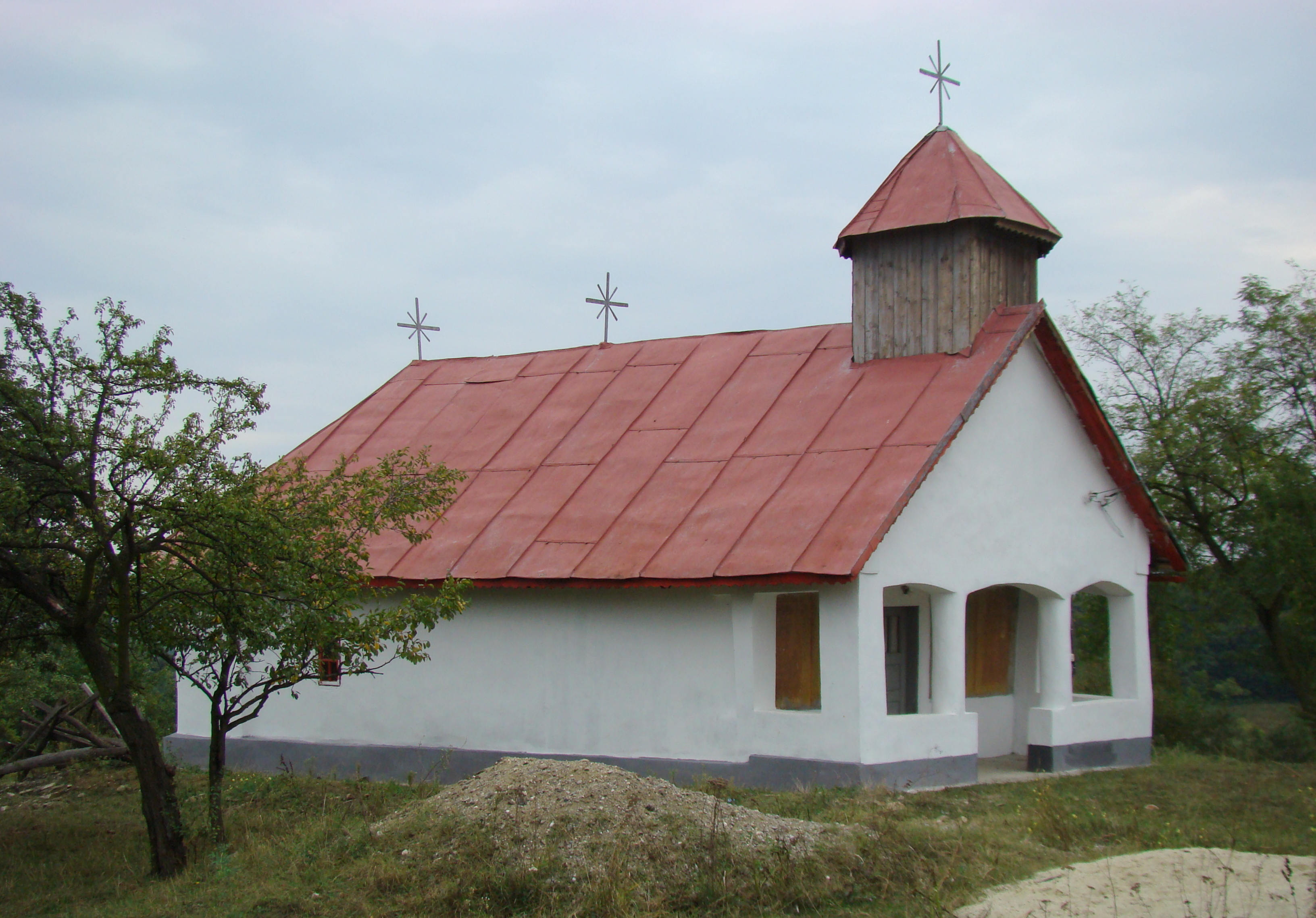
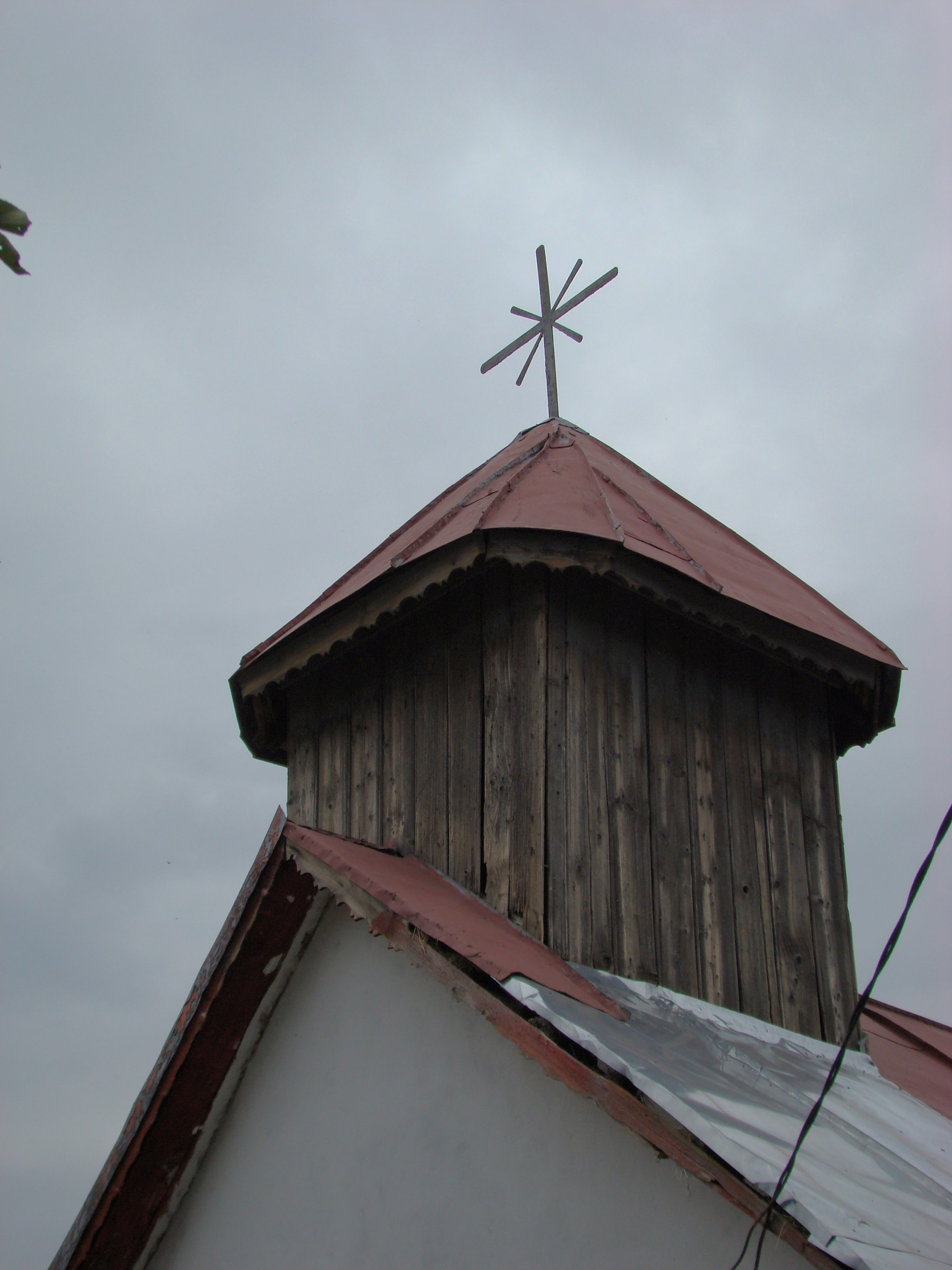
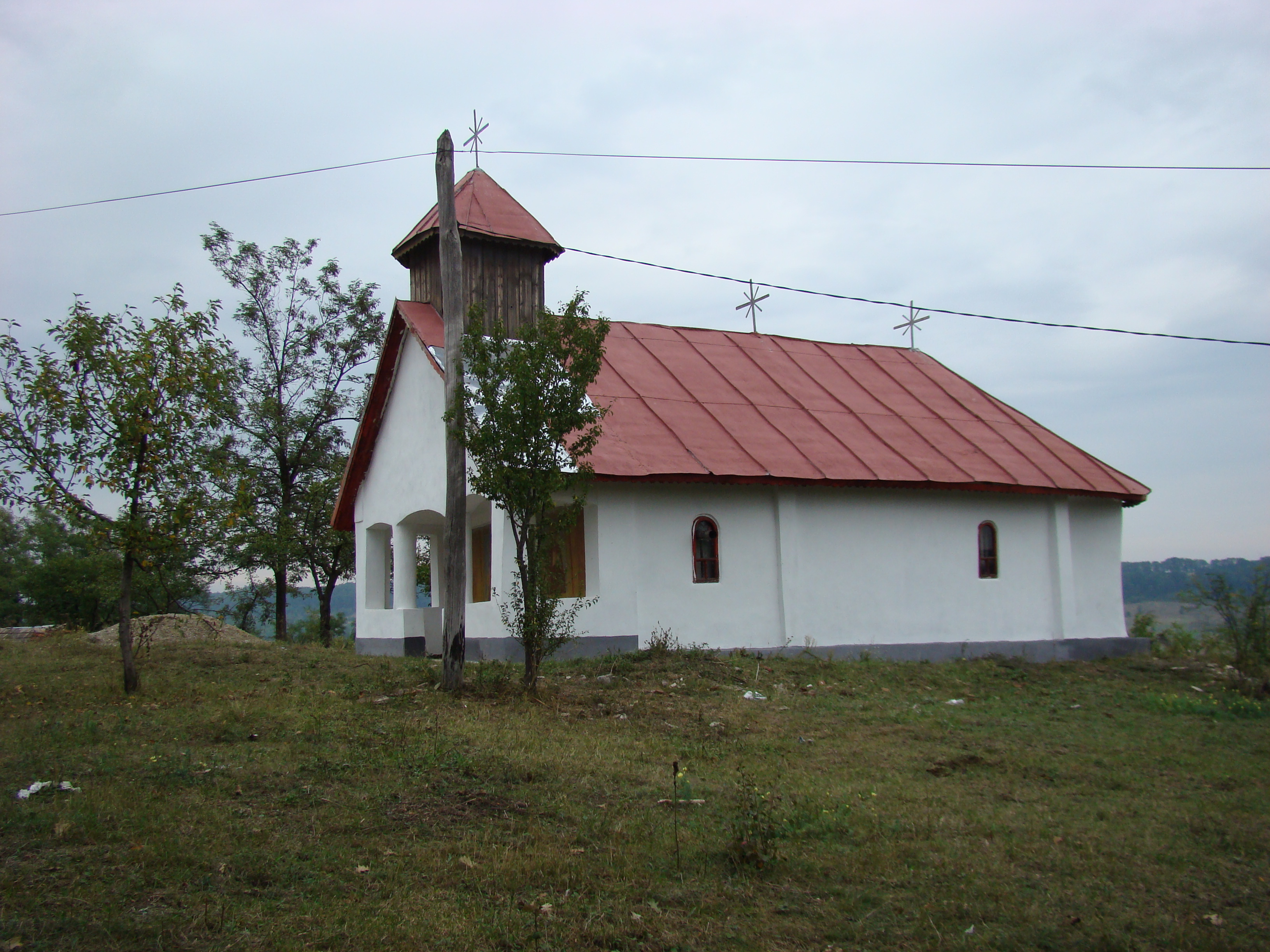
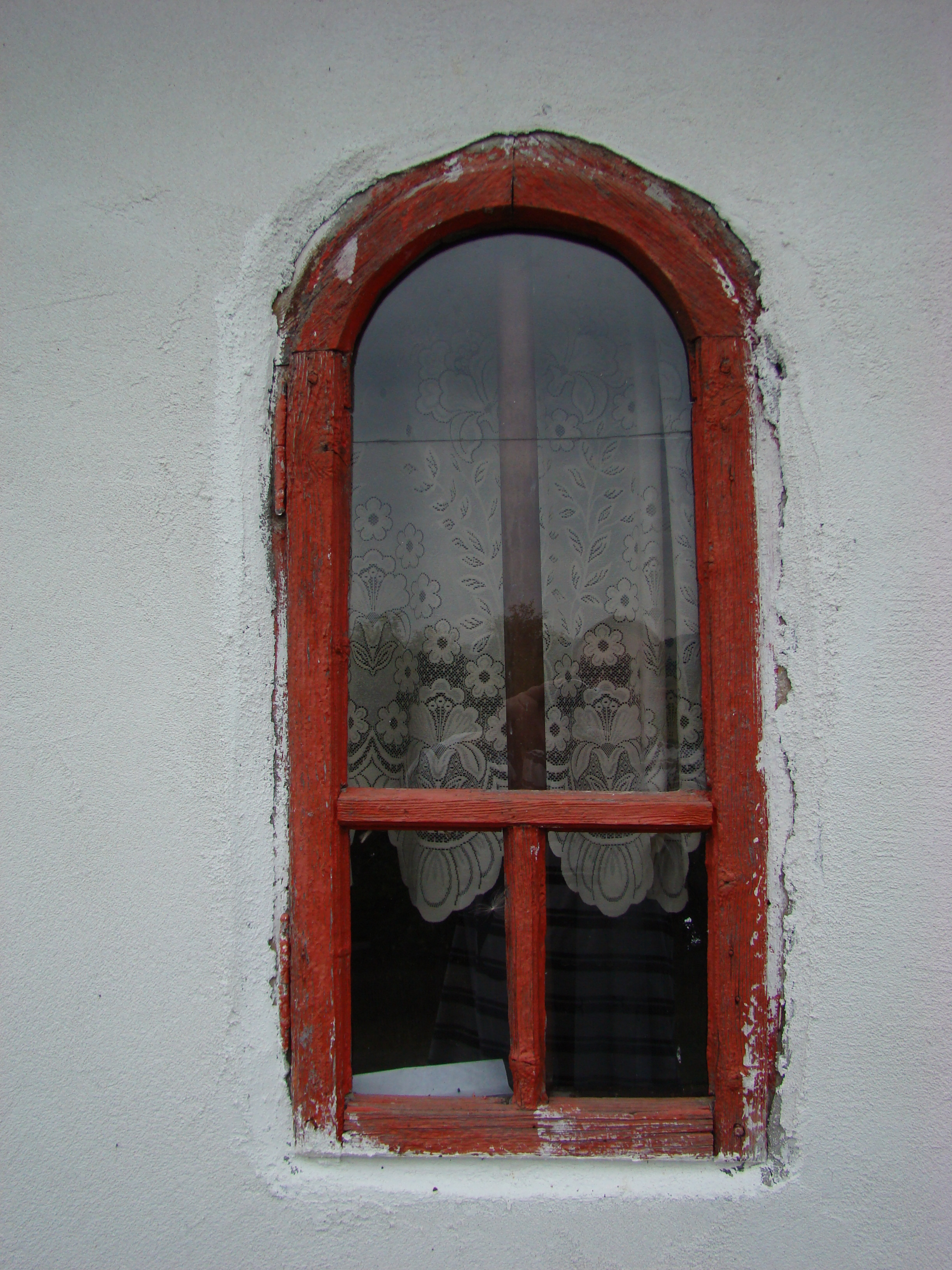
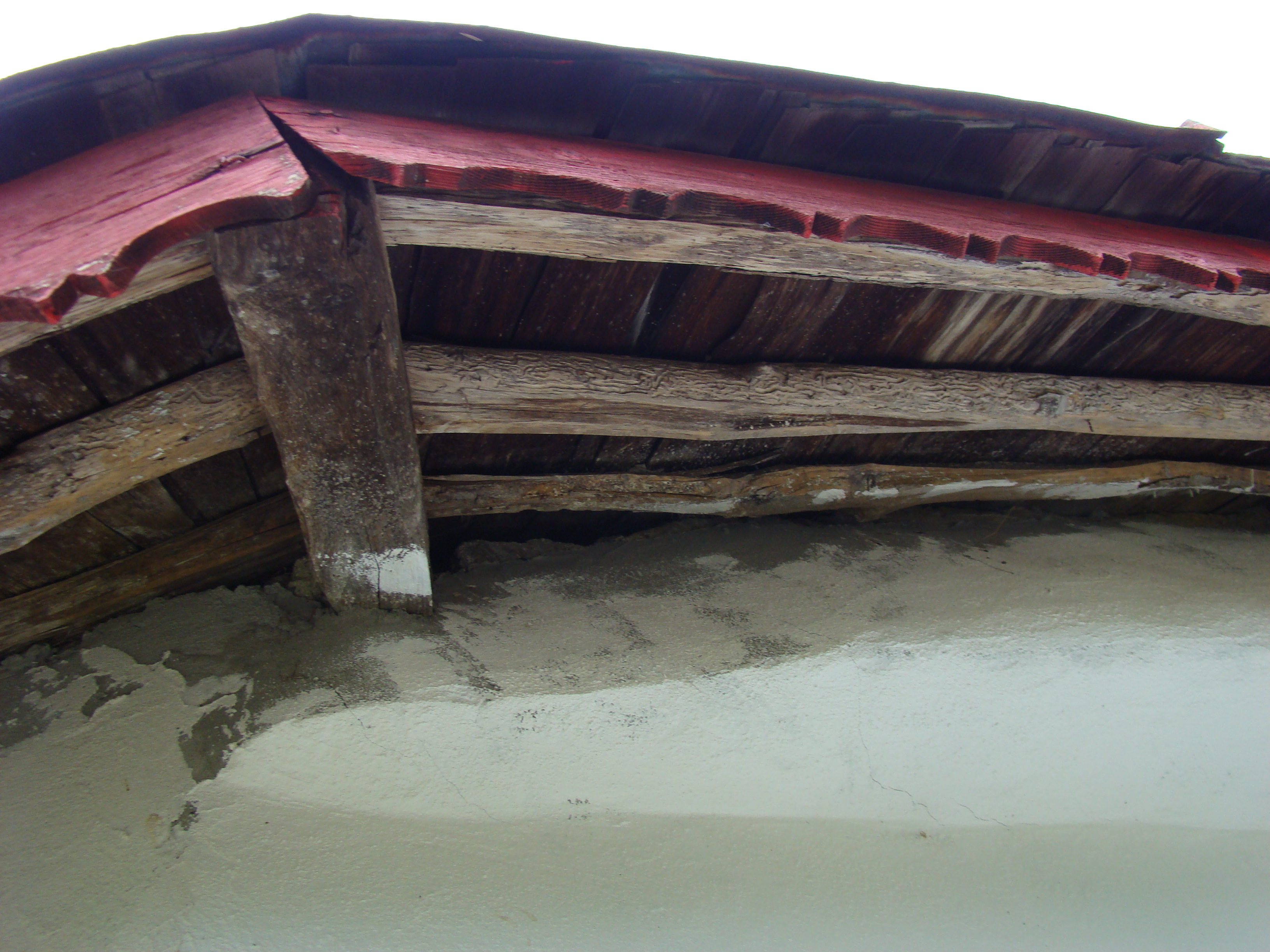
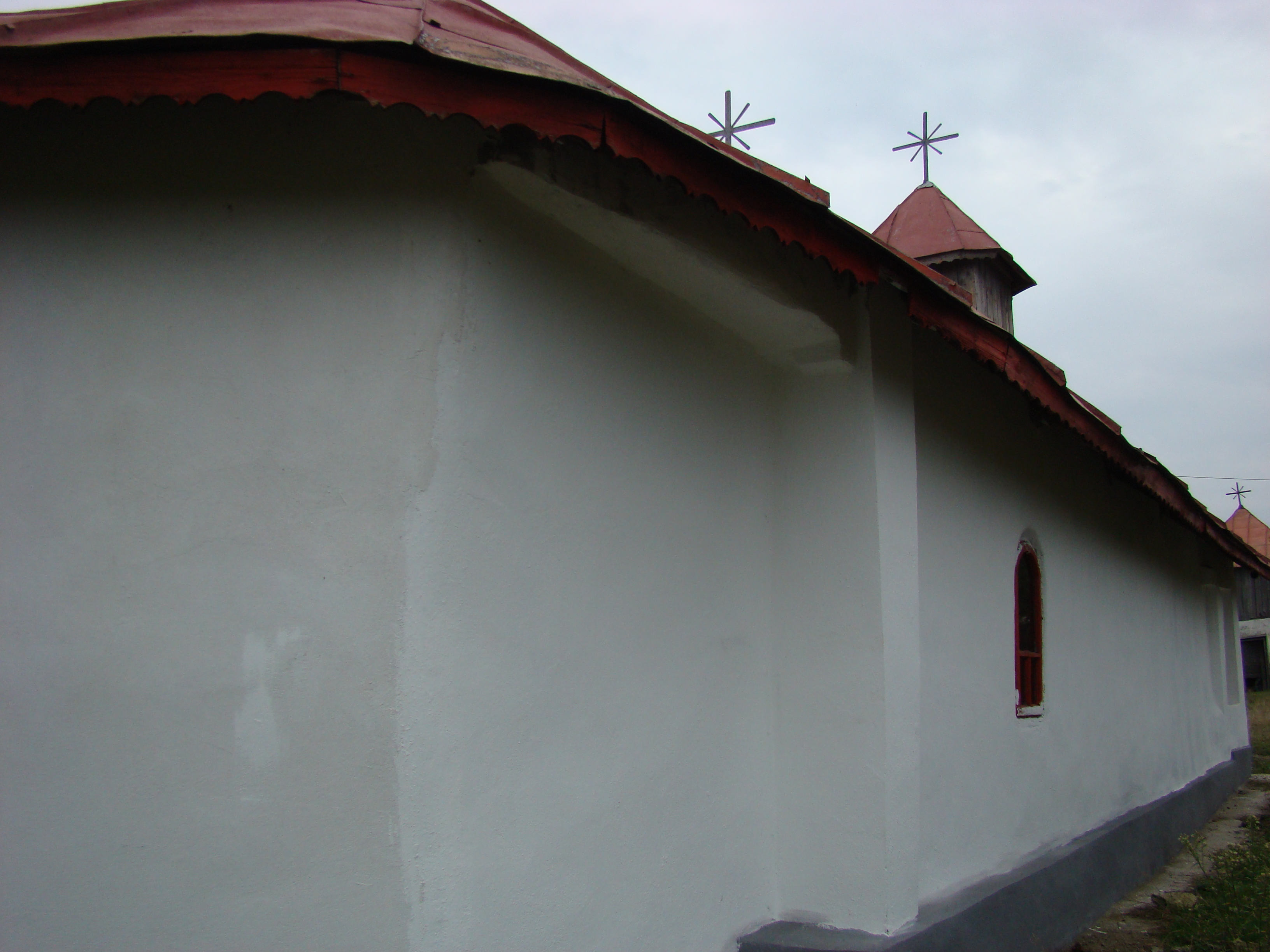
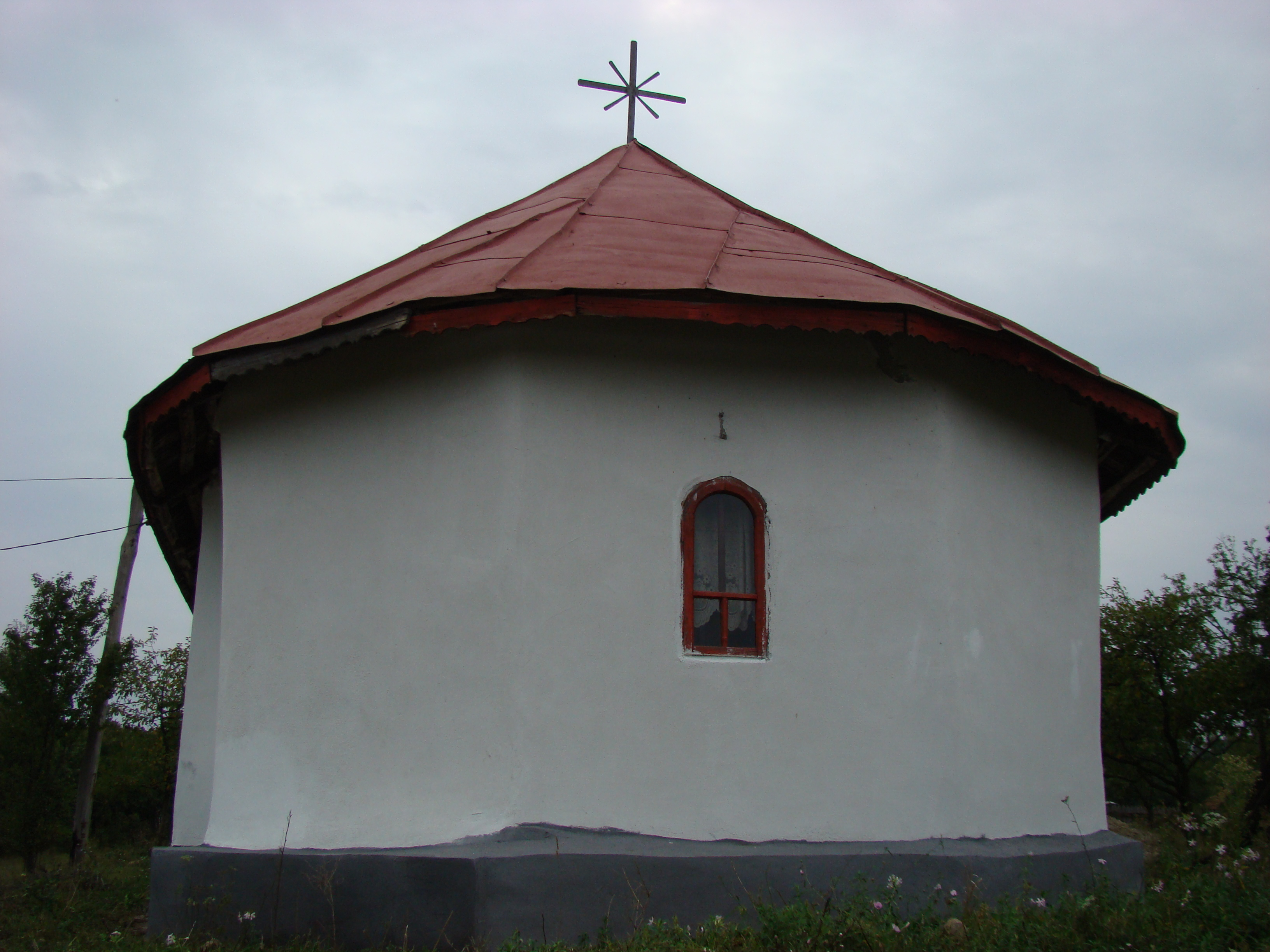
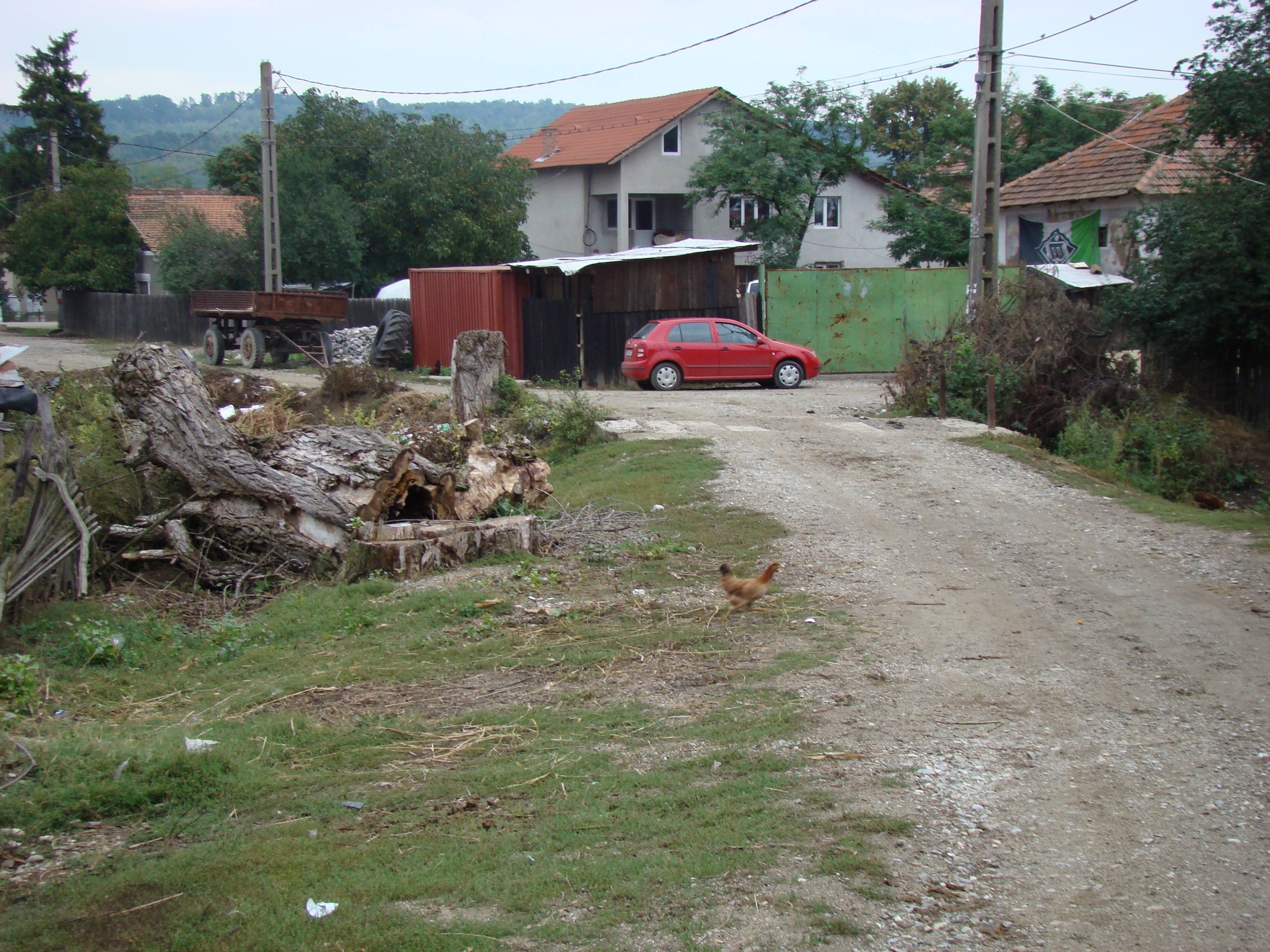